# Mariah Copeland
Mariah Copeland est un personnage de fiction féminin du feuilleton télévisé Les Feux de l'amour. Elle est interprétée par Camryn Grimes.

## Casting et création
Camryn Grimes est apparue dans le personnage de Mariah pour la première fois le 27 janvier 2014. Camryn avait déjà tenu le rôle de Cassie Newman.

## Biographie du personnage de fiction

### Naissance de Mariah
Mariah Copeland est née en 1991. Elle est la fille biologique de Sharon Collins et Frank Barritt, et la sœur jumelle de Cassie Newman.
À sa naissance elle a été enlevée par l'infirmière Helen Copeland, avec la complicité du Dr Hill, qui l'a déclaré comme étant sa fille afin de l'élever dans la secte dont elle faisait partie, et dont le gourou était Ian Ward Sharon ignorait qu'elle attendait des jumelles car étant dans une situation financière précaire elle n'avait jamais passé d'échographie.
Ex employée de Victor, elle devient serveuse à l'Underground entre juin et septembre 2014. Elle est la meilleure amie de Kevin mais n'aura jamais de relations amoureuses avec lui. Elle aura une relation avec Devon Hamilton, avant de trouver l'amour en la personne de Tessa Porter.

### Arrivé de Mariah à Genoa City
Sharon, qui quelques mois auparavant avait été diagnostiquée bipolaire, cesse de prendre ses médicaments. Dans le but de récupérer son ex-mari Nick, elle modifie les résultats d’un test ADN qu’il avait effectué pour lui faire croire qu’un Summer Newman n'est pas sa fille biologique. Cassie exhorte Sharon à révéler ce secret. Sharon recommence à prendre ses médicaments et à suivre une thérapie, et ses hallucinations cessent. Cassie apparaît des mois plus tard à Sharon le jour de son anniversaire, l’exhortant une fois de plus à dire la vérité.
« Cassie » commence à regarder Nick et Sharon à travers une fenêtre. Plus tard, elle fait irruption dans la maison de Sharon et épèle le mot « fantasme » dans des lettres de jouet. « Cassie » continue d’apparaître à Sharon dans Genoa, et Sharon est choquée quand elle peut la toucher. Sharon subit une thérapie électro convulsive pour arrêter de voir Cassie. Il est bientôt révélé que ce n’était pas Cassie, mais quelqu’un qui lui ressemble, engagé par le grand-père de Cassie, Victor pour gazer Sharon, afin que Nick reste loin d’elle. Le sosie de Cassie est également lié à Ian Ward.

### La véritable identité de Mariah
On apprend plus tard que c'est Mariah Copeland, l’ex-fiancée de Tyler Michaelson. La vérité sur Victor qui a engageant Mariah pour gazer Sharon est révélée. Sharon aide Mariah à résoudre les mandats d’arrêt en suspens pour vol à Portland. Nick, qui est c'est à nouveau remis avec Sharon, engage Mariah dans sa boîte de nuit, The Underground, où elle travaille aux côtés de leur fils Noah Newman. Ian suggère que Mariah se rapproche des Newman, alors elle emménage avec eux et se lie avec leur fille Faith Newman.
Cependant, l’amélioration des relations de Mariah avec la famille prend fin lorsque Sharon découvre que Mariah a tenté de séduire Nick et la jette dehors. Après avoir découvert que Sharon est en réalité sa mère, et qu’elle est vraiment la sœur jumelle de Cassie, Mariah retourne chez Sharon, mais reste amère envers elle. Mariah se lie d’amitié avec Kevin Fisher et Austin Travers, le mari de Summer. Plus tard, lors d’une fête de la Saint-Valentin au chalet Abbott, Fenmore Baldwin drogue le punch. Ils s’endorment tous et se réveillent des heures plus tard. Ils découvrent bientôt que le mari de Summer, Austin, est mort dans le placard. Summer est convaincue qu’elle l’a tué, alors ils disent à la police qu’Austin lui a frappé la tête sur la glace.
Le groupe obtient des indices mystérieux concernant le meurtre d’Austin. Quelques semaines plus tard, Abby est frappée dans le parc et se retrouve à l’hôpital. Sharon Newman est accusée du meurtre d’Austin et reçoit un message sur son miroir. Elle trouve des preuves et les apporte au bureau d’Avery Clark. Avant qu’elle ne parte, quelqu’un avec des gants noirs l’assomme et place les preuves dans son salon.
Quelques mois plus tard, Sharon est innocentée. Tobias Grey est au club et interrompt une fête à laquelle le gang assiste, dénigrant les Newman et les Abbott au sujet des secrets. Il est ivre et a un accident de voiture avant d’avoir la chance de dire qui a tué Austin. Il meurt devant Mariah à l’hôpital.

### Travail chez GC Buzz
De 2017 à 2018, Mariah a été co-animatrice de GC Buzz avec Hilary Curtis. Mariah, Hilary et Devon Hamilton se disputaient fréquemment. Les tensions ont atteint leur paroxysme quand Hilary a délibérément fait trébucher Mariah en direct à la télévision. Mariah a récupéré Hilary quand elle a écrit le scénario d’un événement au sommet de la tour Newman et a inclus le plan d’Hilary, qu’Hilary a révélé par inadvertance à toutes les personnes présentes. En juillet 2018, Hilary est décédée tragiquement d’un accident de voiture, mais alors qu’Hilary était encore en vie à l’hôpital, Mariah et Hilary ont pu se débarrasser de toutes les mauvaises choses qu’elles s’étaient faites.

### Relation avec Tessa
Mariah devient rapidement amie avec la petite amie de Noah, Tessa. Elles regardent une comédie romantique chez Sharon, et Tessa défend Mariah auprès d’Hilary, qui lui parle de sa relation avec Devon. Alors que Mariah et Tessa se rapprochent, Mariah commence à être dérangée par la proximité de Tessa et Noah. Lorsque Devon achète des billets pour un festival de musique, Mariah invite avec enthousiasme Tessa et Noah sans en parler à Devon, mais Devon leur permet de venir. Dans la chambre d’hôtel de Mariah, Tessa l'aide à se préparer et elles se confient sur leurs sentiments après quoi Mariah embrasse Tessa. Mariah le regrette instantanément, et Tessa est d’accord, mais elles agissent comme si cela ne s’était jamais produit.
Tessa et Mariah entendent parler d’une fille nommée Crystal que Sharon essaie d’aider à échapper à un réseau de trafic sexuel. Tessa avoue à Mariah que Crystal est sa sœur, mais lui jure de garder le secret, bien qu’elle finisse par le dire à Noah et Sharon. Quand Sharon dit qu’elle soupçonne Alice Johnson, l’ancienne mère adoptive de Cassie, d’être impliquée dans le réseau sexuel, Mariah et Tessa se rendent chez Alice, mais Alice claque la porte au nez de Tessa.
Kevin retourne en ville et Mariah lui parle de ses sentiments pour Tessa. Kevin encourage Mariah à être honnête avec Tessa, alors Mariah essaie de dire à Tessa ce qu’elle ressent, mais change d’avis quand Tessa dit que Mariah est comme une sœur pour elle. Plus tard, Tessa demande à Mariah de l’aider car elle est déterminée à aider Crystal. Tessa kidnappe Alice et ils l’emmènent dans une grange du ranch. Mariah donne de l’eau à Alice, et quand Mariah essaie de la donner à Alice, Elle pense qu’elle voit Cassie et s’évanouit.
Mariah décide de faire semblant d’être Cassie. Elle dit tout à Sharon, et elle accepte d’aider Mariah à s’habiller en Cassie, alors Alice pense qu’elle voit vraiment Cassie. Mariah culpabilise Alice, qui prétend qu’elle se soucie des filles, mais Mariah lui demande si elle serait d’accord pour que Cassie fasse ce que les filles font, et lui fait imaginer ce que ce serait si Cassie innocente était une prostituée. Alice pleure qu’elle voudrait mieux pour Cassie, et finit par s’effondrer et accepte de les aider.
Mariah avoue plus tard à Alice qu'elle est la sœur jumelle de Cassie. Sharon et Mariah expliquent leur histoire à Alice, qui est dégoûtée qu’elles utilisent la mémoire de Cassie comme ça. Sharon dit que Cassie lui aurait parlé comme Mariah. Alice s’arrange pour que Crystal retourne à Genoa City, disant qu’elle l’a réglée avec le patron. Ils se rencontrent près de la tombe de Cassie, Leo, l’associé d’Alice, amène Crystal tandis que Sharon, Mariah et Tessa se cachent.
Juste après que Leo ait remis Crystal à Alice, il entend un bruit et tire Sharon des buissons. Alice essaie de convaincre Léo de laisser partir Sharon, mais il ne le fait pas. Mariah jette une pierre dans le dos de Leo, et Sharon fait tomber son pistolet. Alice l’attrape et Mariah et Tessa sortent des buissons. Alice ordonne à Leo de partir, et Mariah et Sharon regardent Tessa et Crystal se réunir, mais les retrouvailles sont de courte durée car Crystal doit quitter la ville pour se mettre sous protection des témoins.
Tessa emménage avec Noah, et Mariah commence à la repousser, incapable de faire face à ses sentiments. Sharon se rend compte que quelque chose dérange Mariah, et Mariah finit par admettre à Sharon qu’elle est tombée amoureuse de Tessa, ce qui a diminué ses sentiments pour Devon. Sharon est surprise, mais elle la soutient. Elle dit à Mariah d’aller parler à Tessa, alors Mariah avoue ses sentiments à Tessa, qui admet qu’elle ressent la même chose, mais veut rester engagée envers Noah car elle a finalement construit la vie qu’elle voulait pour elle et sa sœur. Mariah décide finalement de rompre avec Devon, mais ils acceptent de rester amis.
Incapable de gérer ses sentiments, Mariah commence à éviter Tessa, qui continue d’essayer de forcer les rencontres entre eux. Lorsque Tessa est interviewée sur GC Buzz, Hilary révèle que Tessa a volé l’arme de Nikki. Tessa saute à la conclusion que Mariah a dit à Hilary, et quand Devon révèle qu’Hilary a obtenu l’histoire de lui, Mariah est blessée que Tessa pense qu’elle la trahirait comme ça et une rupture se forme dans leur amitié.
Cependant, elles finiront par se réconcilier et admettront leurs sentiments l'une pour l'autre. Tessa écrira même une chanson pour déclarer sa flamme à Mariah.
Tessa deviendra finalement une chanteuse célèbre et commencera sa tournée autour du monde avec Tanner son ex-mari. Malheureusement, à cause d'un concours de circonstances, Mariah croira que Tessa l'a trompée avec Tanner et sera attristée. Pour ne rien arranger, Mariah apprendra que Sharon a un cancer. L'amie de Mariah, Lindsay, revenue récemment à Genoa la réconfortera et elles finiront par faire l'amour dans l'appartement de Mariah. Tessa les surprendra car elle était rentrée plus tôt pour faire une surprise à Mariah. Elle rompra avec elle et s'en ira pour reprendre sa tournée. Mais avec l'aide de Tanner, Mariah rejoindra Tessa à son prochain concert pour s'excuser et lui déclarer son amour devant ses millions de fans. Émue par ses paroles et l'aimant toujours, Tessa se réconciliera finalement avec Mariah et depuis elles forment un couple plus fort et plus uni que jamais.

### Mère porteuse pour Abby
Début 2021, Mariah accepte d’être la mère porteuse d’Abby Newman et du bébé de Chance Chancellor. Tout semble aller bien jusqu’à ce qu’elle soit kidnappée par un inconnu et qu’elle soit actuellement détenue dans un lieu tenu secret contre son gré.